# Zemski Sobor
O Zemski Sobor (em russo: зе́мский собо́р, AFI: [ˈzʲemskʲɪj sɐˈbor], lit.: Assembleia da Terra; em eslavo eclesiástico: Зе́мскїй собо́ръ) foi a mais alta instituição representativa dos estamentos do Czarado da Rússia, ativo durante os séculos XVI e XVII, para discutir questões políticas, econômicas e administrativas.
A assembléia representava as classes feudais da Rússia em três categorias: nobreza e alta burocracia, o Santo Sobor do clero ortodoxo e representantes de "plebeus", incluindo comerciantes e cidadãos. As assembleias poderiam ser convocadas pelo Czar, pelo Patriarca ou pela Duma Boiarda, para decidir a agenda atual, questões controversas ou promulgar grandes peças de legislação.
O Zemski Sobor existia sob as condições de uma monarquia representativa de classe junto com a Duma Boiarda. Uma assembléia realizada em 1683-1684, sobre a questão da "Paz Eterna " com a Comunidade Polaco-Lituana, é considerado o último Zemski Sobor.
Nos tempos modernos, o Congresso dos Monarquistas Brancos em Vladivostok no verão de 1922 se autodenominava Zemski Sobor.

## História

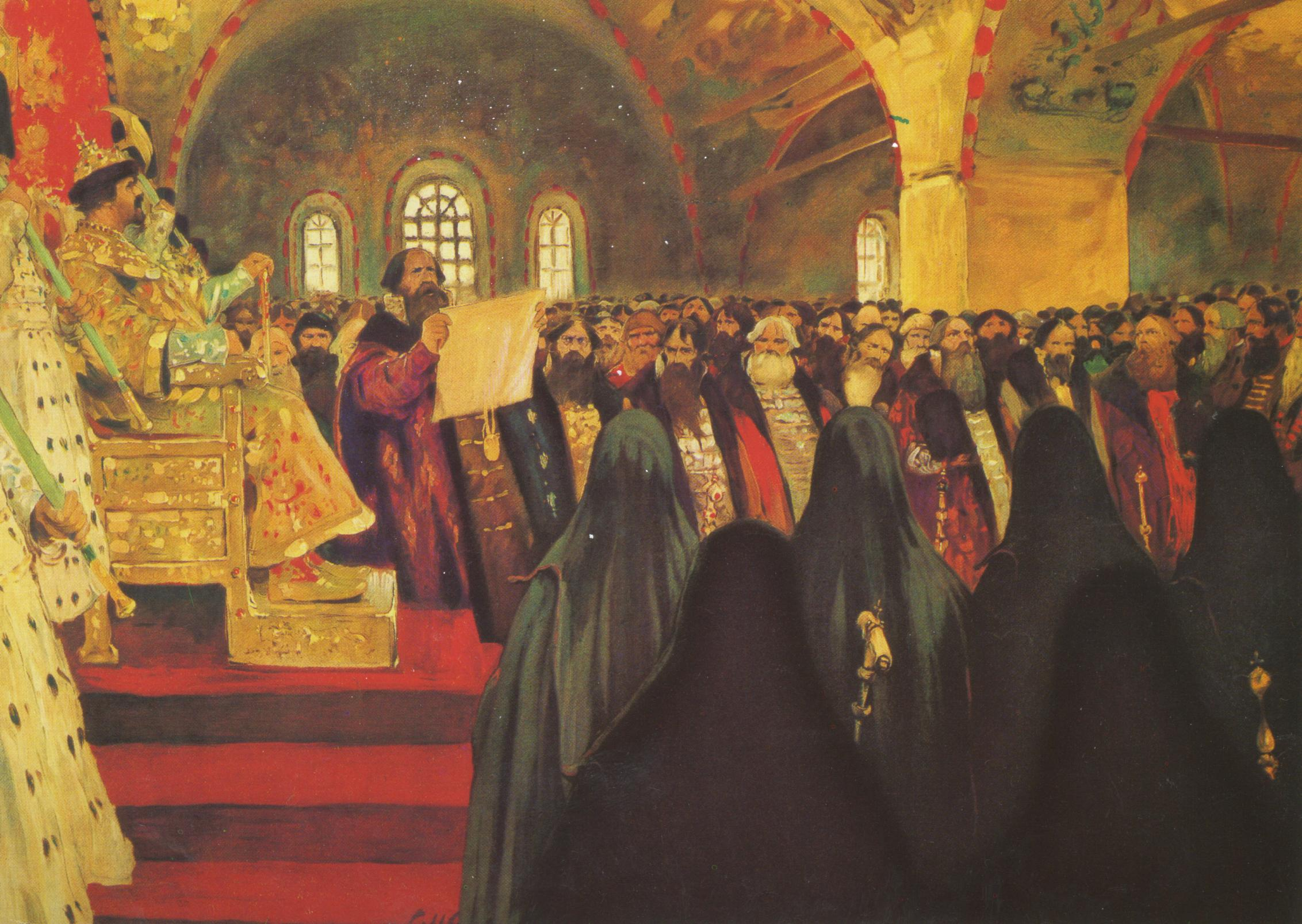
"Zemski Sobor" de Sergei Ivanov (1908)

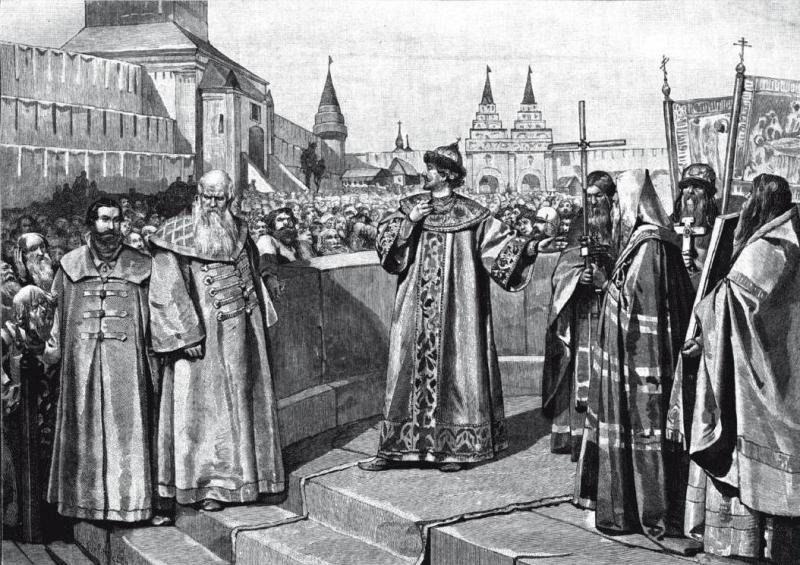
"O Czar João IV abre o primeiro Zemski Sobor com seu discurso de arrependimento." Pintura de Klavdi Lebedev.

Em 1549, Ivan IV convocou um Sobor de Reconciliação. Posteriormente, esses sobors começaram a ser chamadas de Zemski (em oposição aos Sobors eclesiásticos). O Sobor de 1549 durou dois dias, foi convocado para resolver questões sobre o novo Sudebnik e sobre o reformas da Rada Eleita. No decorrer do Sobor, o Czar e os boiardos falaram e, posteriormente, ocorreu uma reunião da Duma Boiarda, que adotou uma disposição sobre a imunidade (exceto em casos criminais graves) dos descendentes de boiardos perante os namestniks (Vice-reis). De acordo com Ivan Beliaev, representantes eleitos de todos os estamentos participaram do primeiro Zemski Sobor. O Czar pediu a bênção dos bispos que estavam no sobor para corrigir o Sudebnik "Os Velhos Costumes". Em seguida anunciou aos representantes das comunidades que em todo o Estado, em todas as cidades, posads, volosts e pogosts, e mesmo nas propriedades privadas de boiardos e outros proprietários de terras, starotas e tselovalniks, sotskis e dvorskis deveriam ser ser eleitos pelos próprios habitantes. Cartas estatutárias serão escritas para todas as regiões, com as quais as regiões poderão se autogovernar sem namestniks e volostels.
O primeiro sobor, cujas atividades são evidenciadas numa gramota de sentenças existente (com assinaturas e lista de participantes do Sobor) e nas crônicas, ocorreu em 1566, cuja principal questão era a continuação ou término da sangrenta Guerra da Livônia.
Vasili Klyuchevski definiu zemstvo sobors como "um tipo especial de representação popular, diferente das assembléias representativas ocidentais". Por sua vez, Sergei Platonov acreditava que o Zemski Sobor era “O Sobor de Toda a Terra”, consistindo em “três partes necessárias”: “o Sobor eclesiástico com o Metropolita, mais tarde com o Patriarca à frente”, a Duma Boiarda e o "Zemstvo Popular, representando vários grupos da população e várias localidades do Estado."
Tais assembleias foram convocadas para discutir as questões mais importantes da política interna e externa do Estado Russo, também sobre assuntos urgentes, por exemplo, questões de guerra e paz (sobre a continuação da Guerra da Livônia), impostos e taxas, principalmente para fins militares. O Sobor Zemstvo de 1565 foi dedicado ao destino da estrutura política do país, quando Ivan, o Terrível, partiu para Aleksandrovskaya Sloboda. O veredicto aprovado pela Sobor Zemstvo em 30 de junho de 1611 no " Tempo sem Estado" é de particular importância.
A história de Zemski Sobors é a história do desenvolvimento interno da sociedade, a evolução do aparato estatal, a formação das relações sociais e as mudanças no sistema imobiliário. No século XVI, o processo de formação desta instituição pública estava apenas começando, inicialmente não estava claramente estruturado, e sua competência não estava estritamente definida. A prática de convocação, a ordem de formação, a composição de zemski sobors por muito tempo também não foram regulamentadas.
Quanto à composição dos zemstvo sobors, mesmo durante o reinado de Mikhail Romanov, quando a atividade dos zemstvo sobors era mais intensa, a composição variava dependendo da urgência das questões a serem resolvidas e da própria natureza das questões. O clero ocupou um lugar importante nos Zemski Sobors, em particular, os sobors zemstvo de fevereiro-março de 1549 e a primavera de 1551 foram ao mesmo tempo sobors eclesiásticos na composição completa, e apenas o metropolita e o alto clero participaram de outros sobors de Moscou. A participação nos sobors do clero destinava-se a enfatizar a legitimidade das decisões tomadas pelo monarca. Boris Romanov acredita que o Zemsky Sobor consistia, por assim dizer, em duas “câmaras”: a primeira eram os boiardos, okolnichi, mordomos, tesoureiros, a segunda por voivodas, príncipes, descendentes de boiardos, grandes nobres. Nada é dito sobre em quem consistia a segunda “câmara”: daqueles que estavam em Moscou naquela época ou daqueles que foram especialmente convocados para Moscou. Os dados sobre a participação dos habitantes dos posads nos zemstvo sobors são muito duvidosos, embora as decisões aí tomadas muitas vezes tenham sido muito benéficas para a elite dos posads. Freqüentemente, a discussão acontecia separadamente entre os boiardos e okolnichi, clero, pessoal de serviço, ou seja, cada grupo expressava separadamente sua opinião sobre o assunto.

## Propostas de convocação em épocas posteriores
No Império Russo, a ideia de convocar um Zemski Sobor foi proposta (a fim de “acabar antes de tudo com esse infortúnio, problemas e criadores de problemas”) pelo eslavófilo Pavel Golohvastov em sua carta datada de 10 de dezembro de 1879 a um membro do Conselho de Estado (mais tarde Procurador-Chefe do Santo Sínodo) para Konstantin Pobedonostsev, a carta foi entregue pelo Czarevich Alexandre Alexandroviche ao Imperador Alexandre II, que deixou uma nota: “Li <…> com curiosidade e encontrei muita justiça”.
No início de maio de 1882, o Ministro do Interior, Conde Nikolai Ignatiev, apresentou ao Imperador Alexandre III um rascunho (Boris Glinski escreveu que o projeto foi elaborado por Golokhvastov com a ajuda de Ivan Aksakov) do Manifesto Imperial (marcado em 6 de maio de 1882 anos), que propôs a convocação de um Zemski Sobor simultaneamente com a coroação do imperador em Moscou. O projeto foi rejeitado por Alexandre em maio de 1882. Pobedonostsev, tendo então uma influência significativa sobre o imperador, escreveu a Alexandre III em uma carta datada de 11 de março de 1883: “<...> O sangue gela nas veias de um russo só de pensar no que teria acontecido com a implementação do projeto do Conde Loris-Melikov e seus amigos. A fantasia subsequente de Ignatiev foi ainda mais absurda, embora sob o disfarce de uma forma plausível de um Sobor Zemstvo. O que teria acontecido, que confusão teria surgido quando os representantes dos povos e estrangeiros do império que encerra o universo, representados por ele, se reunissem em Moscou para discutir algo desconhecido <…>”.

## Zemski Sobor de Amur
O Zemski Sobor de Amur foi aberto em 23 de julho de 1922 em Vladivostok, seu objetivo era restaurar a monarquia e estabelecer um novo corpo de poder supremo na região de Amur - o último reduto do Exército Branco. O idealizador da convocação do Sobor foi o Tenente-General Diterikhs e o Governo Provisório de Amur.
O Sobor tomou decisões para reconhecer o poder da Casa dos Romanov, apelar aos Romanov com um pedido para indicar o Governante Supremo e eleger o General Dieterichs como governante temporário. A reunião final do Sobor ocorreu em 10 de agosto de 1922, e já em outubro os ataques do Exército Vermelho e guerrilheiros levaram à derrota do Exército Branco.